# Stade de l'USM Alger
 (avril 2021).
Le stade de l'USM Alger (en arabe : ملعب إتحاد الجزائر العاصمة) est un stade polyvalent à Aïn Bénian, juste à l'extérieur d'Alger, en Algérie, qui est actuellement en construction.
Une fois terminé, il sera principalement utilisé pour les matchs de football et accueillera les matchs à domicile de l'USM Alger.
Le stade aura une capacité de 25 000 spectateurs. Il remplace leur stade actuel Omar Hamadi.